# Slammy Award
Gli Slammy Awards sono dei riconoscimenti consegnati dalla World Wrestling Entertainment, federazione di wrestling statunitense ai propri lottatori in base ai risultati ottenuti durante l'anno.

## Edizioni

### Anni ottanta

#### 1986
| Premio               | Vincitore       | Note |
| -------------------- | --------------- | ---- |
| Miglior wrestler     | Junkyard Dog    |      |
| Miglior personalità  | Roddy Piper     |      |
| Wrestler più odiato  | Nikolai Volkoff |      |
| Miglior commentatore | Gene Okerlund   |      |
| Miglior produttore   | Cyndi Lauper    |      |

#### 1987
| Premio                   | Vincitore                                                      | Note |
| ------------------------ | -------------------------------------------------------------- | ---- |
| Miglior wrestler         | George Steele                                                  |      |
| Miglior diva             | Miss Elizabeth                                                 |      |
| Miglior gruppo           | One Man Gang                                                   |      |
| Wrestler più americano   | Billy Graham                                                   |      |
| Wrestler più elegante    | Harley Race                                                    |      |
| Miglior igiene personale | Boris Zhukov Nikolai Volkoff Slick                             |      |
| Wrestler più colto       | André the Giant Haku Harley Race Hercules King Kong Bundy Tama |      |
| Miglior cantante         | Vince McMahon                                                  |      |
| Miglior voce             | Jim Duggan                                                     |      |
| Miglior benefattore      | Ted DiBiase                                                    |      |
| Miglior testa            | Bam Bam Bigelow Gene Okerlund                                  |      |

### Anni novanta

#### 1994
- MVP: Diesel
- Best Show: WWF Mania
- Most Spectacular Match: Razor Ramon vs. Shawn Michaels in un ladder match – WrestleMania X
- Best PPV: WrestleMania X
- Best Manager: Ted DiBiase
- Best New Generation Spot: Bret Hart – "Go get 'em, champ!"
- Best Tag Team: Diesel & Shawn Michaels
- Worst Tag Team: Diesel & Shawn Michaels
- Most Intimidating: The Undertaker
- Best Entertainer: Oscar
- Worst Idea: Abe Knuckleball Schwartz
- Sweatiest: Irwin R. Schyster
- Biggest Rat: Owen Hart
- Greediest: Tatanka
- Best Coliseum Home Video: WWF Raw: Video Strategies & Secrets
- Mouthiest: Jerry "The King" Lawler
- Most Eccentric: Bob Backlund
- Smelliest: (a pari merito) Henry Godwinn / Duke The Dumpster Droese
- Most Likely To See Jenny Craig: Bastion Booger
- Best Etiquette: The Headshrinkers
- Most Devastating: Bull Nakano
- Funniest: Dink The Clown
- Most Evolutionary: (a pari merito) Gorilla Monsoon / King Kong Bundy
- Most Patriotic: Lex Luger
- Best Dressed: Jim Cornette
- Biggest Heart: 1–2–3 Kid

#### 1996
- Miglior entrata: Shawn Michaels
- Miglior finisher: Bret Hart (Sharpshooter)
- Crimine del secolo: Vader attacca Gorilla Monsoon
- Miglior superstar emergente: Ahmed Johnson
- Miglior uso del microfono: Jerry Lawler
- Miglior acconciatura: Shawn Michaels
- Wrestler meno elegante: Jim Cornette
- Gesto più eclatante: The Undertaker
- Manager dell'anno: Sunny
- Premio alla carriera: Freddie Blassie
- Momento più imbarazzante: Jerry Lawler
- Momento più scioccante: Shawn Michaels
- Wrestler più tecnico: Shawn Michaels
- Miglior musica d'entrata: Bret Hart
- Miglior match: Shawn Michaels vs Razor Ramon
- Futuro Hall of Famer: Bret Hart
- Miglior esempio della nuova generazione: Shawn Michaels

#### 1997
- Miglior superstar emergente: Rocky Maivia
- Miglior vestito: Sable
- Miglior tatuaggio: The Undertaker
- Miglior match: Shawn Michaels vs Bret Hart
- Miglior acconciatura: Hunter Hearst Helmsley
- Premio al libero sfogo: Mankind
- Wrestler più "educato": Nessun vincitore (candidati: Clarence Mason, Steve Urkel, Bob Backlund, Yokozuna)
- Miglior musica d'entrata: The Undertaker
- Miglior finisher: Shawn Michaels (Sweet Chin Music)
- Miglior coppia: Goldust & Marlena
- Miglior oratore: Steve Austin
- Miglior wrestler: The Undertaker
- Premio alla carriera: Arnold Skaaland
- Diva dell'anno: Sable

### Anni duemila

#### 2008
- Wrestler dell'anno: Chris Jericho
- Match dell'anno: Ric Flair vs Shawn Michaels
- Diva dell'anno: Beth Phoenix
- Momento più eclatante: CM Punk
- Coppia dell'anno: Edge & Vickie Guerrero
- Tag Team dell'anno: John Morrison & The Miz
- Miglior mossa finale: Evan Bourne (Shooting Star Press)
- Momento più strano: The Great Khali
- Momento più estremo: Jeff Hardy
- Miglior WWE.com: John Morrison & The Miz
- Miglior superstar emergente: Vladimir Kozlov
- Miglior Cantante: R-Truth
- Miglior Commento: Matt Striker e Todd Grisham
- Miglior travestimento: Charlie Haas

#### 2009
- Tag Team dell'anno: Chris Jericho & Big Show
- Miglior Superstar emergente: Sheamus
- Momento più eclatante: CM Punk
- Match dell'anno: Shawn Michaels vs The Undertaker
- Miglior Guest Host a Raw: Bob Barker
- Momento più estremo dell'anno: Jeff Hardy
- Diva dell'anno: Maria
- Momento più imbarazzante: Michael Cole
- Superstar dell'anno: John Cena

### Anni duemiladieci

#### 2010
- Momento più scioccante: debutto del Nexus
- Premio "Cattivissimo me": CM Punk canta buon compleanno alla figlia di Rey Mysterio
- Miglior momento con un ospite speciale: Pee-Wee Herman vs. The Miz
- Mossa dell'anno: John Cena fa sprofondare Batista nello stage con una Attitude Adjustment
- Reazione dell'universo WWE dell'anno: "Angry Miz Girl" Cayley
- Momento più "meltdown": Edge distrugge il computer del GM di Raw
- Knucklehead Moment of the Year: Mae Young batte le Lay-Cool (Layla El e Michelle McCool
- "And I Quote ..." dell'anno: Michael Cole
- Diva dell'anno: Michelle McCool
- Momento dell'anno: The Undertaker vs. Shawn Michaels
- Superstar dell'anno: John Cena

#### 2011
- Momento più imbarazzante: Jim Ross
- Miglior mossa: la superplex di Mark Henry su Big Show a Vengeance
- "Pipe Bomb" dell'anno: CM Punk
- Momento più eclatante (Divas): Kelly Kelly (vincendo il WWE Divas Championship)
- Momento più eclatante: Triple H esegue una Tombstone Piledriver su The Undertaker
- #Trending Superstar dell'anno: Zack Ryder
- Cambiamento più sorprendente: L'annuncio di John Cena contro The Rock a WrestleMania XXVIII
- Stella WWE dell'anno: Snooki
- Superstar dell'anno: CM Punk

#### 2012
- Prova di forza dell'anno: Sheamus esegue la White Noise su Big Show
- Miglior ballerino dell'anno: Brodus Clay
- Ambasciatore per i social media dell'anno: Charlie Sheen
- Tweet dell'anno: Daniel Bryan scrive: "Faccia da capra" è un insulto orribile. La mia faccia è praticamente perfetta in ogni modo. Infatti, d'ora in poi, chiedo di chiamarmi Beautiful Bryan.
- Insulto dell'anno: John Cena a Dolph Ziggler e Vickie Guerrero
- Barba e baffi dell'anno: Daniel Bryan
- Tradimento dell'anno: Big Show colpisce John Cena a WWE Over The Limit
- Coro dei fan dell'anno: Feed Me More di Ryback
- WWE.com video dell'anno: Jerry Lawler che parla del suo miracoloso ritorno
- Diva dell'anno: AJ Lee
- Momento più scioccante: Kofi Kingston si salva dall'eliminazione alla Royal Rumble camminando sulle mani e riuscendo ad appoggiare le gambe sui gradoni d'acciaio
- Miglior ritorno: Jerry Lawler
- Bacio dell'anno: AJ Lee e John Cena
- Superstar dell'anno: John Cena
- Momento più divertente: The Rock butta dei gadget di John Cena nel Boston Harbor
- Hashtag dell'anno: #FeedMeMore (Ryback)
- Miglior debutto: Ryback
- Match dell'anno: Triple H vs. The Undertaker a WrestleMania XXVIII
- Show YouTube dell'anno: Zack Ryder con il Z! True Long Island Story
- Talk Show dell'anno: The Miz con il Miz TV

#### 2013
- Stable dell'anno: The Shield
- "What a maneuver!" dell'anno: La Spear di Roman Reigns
- "You Still Got It!" Ritorno dell'anno: Goldust
- Coppia dell'anno: Daniel Bryan e Brie Bella
- Tag Team dell'anno: Cody Rhodes e Goldust
- Prova di forza dell'anno: Mark Henry spinge due camion a mani nude
- Frase dell'anno: "One stipulation: I'm in my boys' corner and I'll be your huckleberry pie all night long." - Dusty Rhodes
- Ballerini dell'anno: The Funkadactyls
- Web Show dell'anno: The JBL & Cole Show
- Pubblico dell'anno: Raw dopo WrestleMania 29
- Hashtag dell'anno: #BelieveInTheShield (The Shield)
- "This Is Awesome" Moment dell'anno: Big Show mette KO Triple H a Raw
- Esordiente dell'anno: The Shield
- Barba dell'anno: Daniel Bryan
- Momento LOL dell'anno: The Rock canta a Vickie Guerrero
- Doppio gioco dell'anno: Shawn Michaels per aver colpito con una Sweet Chin Music Daniel Bryan ad Hell in a Cell
- Diva dell'anno: The Bella Twins
- Superstar dell'anno: Daniel Bryan
- Coro dell'anno: lo YES! YES! YES! di Daniel Bryan
- Match dell'anno: John Cena vs The Rock a WrestleMania 29

#### 2014
- Superstar dell'anno: Roman Reigns
- Momento estremo dell'anno: Chris Jericho, per il crossbody su Bray Wyatt dalla cima della gabbia a Raw
- Match dell'anno: Team Cena vs. Team Authority alle Survivor Series
- Momento LOL dell'anno: Damien Mizdow, come stuntman di The Miz
- Diva dell'anno: AJ Lee
- Momento OMG dell'anno: Brock Lesnar, per aver sconfitto The Undertaker a WrestleMania XXX e aver conquistato la "Streak"
- Ritorno a sorpresa dell'anno: The Ultimate Warrior
- Momento "This is Awesome!" dell'anno: Sting, per il suo debutto e l'aiuto contro l'Authority alle Survivor Series
- Insulto dell'anno: The Rock contro Rusev e Lana
- Tag team dell'anno: The Usos
- Esordiente dell'anno: Dean Ambrose
- Hashtag dell'anno: #RKOOuttaNowhere
- Voltafaccia dell'anno: Seth Rollins, per il tradimento dello Shield
- Coro dell'anno: "You sold out!" ai danni di Seth Rollins
- Superstar NXT dell'anno: Sami Zayn
- Momento anti-gravità dell'anno: Seth Rollins, per il volo dalla cima dello stage a Payback
- Campione dei social: Dolph Ziggler
- Miglior attore: The Rock
- Gruppo dell'anno: The Shield
- Animale dell'anno: The Bunny
- Coppia dell'anno: Daniel Bryan e Brie Bella
- Rivalità dell'anno: Daniel Bryan vs. Authority
- Ospite dell'anno: Hugh Jackman

#### 2015
- Miglior wrestler: Seth Rollins
- Miglior diva: Nikki Bella
- Miglior tag-team: The Usos
- Miglior rivelazione: Neville
- Miglior ritorno a sorpresa: Sting (puntata di Raw del 24 agosto)
- L'eroe in ognuno di noi: John Cena
- Miglior match: Brock Lesnar vs. The Undertaker (Hell in a Cell)
- Miglior match della open challenge di John Cena: John Cena vs. Cesaro (puntata di Raw del 6 luglio)
- Miglior rivalità: Brock Lesnar vs. The Undertaker
- Miglior tradimento: Damien Mizdow (per aver eliminato The Miz dalla battle royal a WrestleMania 31)
- Miglior show originale sul WWE Network: The Stone Cold Podcast
- Miglior momento estremo: Roman Reigns (per aver attaccato con una sedia Alberto Del Rio, Rusev, Sheamus e Triple H a TLC)
- Miglior momento di una celebrità: Stephen Amell (per essersi gettato su King Barrett e Stardust a Summerslam)
- Miglior momento LOL!: R-Truth (per aver pensato di essere nel Money in the Bank Ladder match a Money in the Bank 2015)
- Miglior momento OMG!: Kalisto (Salida del Sol dalla cima della scala a TLC)
- Miglior momento This is awesome!: The Rock e Ronda Rousey vs. The Authority (WrestleMania 31)
- Miglior insulto: Brock Lesnar (Suplex City Bitch)
- Miglior hashtag: Brock Lesnar (#SuplexCity)

### Anni duemilaventi

#### 2020
- Miglior wrestler: Drew McIntyre
- Miglior superstar maschile: Drew McIntyre
- Miglior superstar femminile: Sasha Banks
- Miglior tag team: The Street Profits (Angelo Dawkins e Montez Ford)
- Miglior rivelazione: The Street Profits
- Miglior match: Il Boneyard match tra AJ Styles e The Undertaker a WrestleMania 36
- Miglior rivalità: Edge vs. Randy Orton
- Miglior ritorno: Edge (alla Royal Rumble)
- Miglior momento: L'ultimo saluto di The Undertaker al wrestling lottato a Survivor Series
- Miglior ring gear: The New Day (Big E, Kofi Kingston e Xavier Woods)
- Miglior performance musicale: Elias
- Miglior arbitro: Charles Robinson
- Miglior social media superstar: Bayley
- Miglior trashtalker: Lacey Evans e The Hurt Business (Bobby Lashley, Cedric Alexander, MVP e Shelton Benjamin)
- Miglior double cross: Bayley (per aver tradito Sasha Banks)
- Miglior apparizione di una celebrità: Rob Gronkowski
- Miglior documentario del WWE Network: The Undertaker: The Last Ride
- Miglior schienamento creativo: Drew Gulak (per essersi travestito come bidello schienando R-Truth per il 24/7 Championship nella puntata di Raw del 5 ottobre)